# وکوم
شرکت وکوم (وکام) با مسئولیت محدود (به انگلیسی: Wacom Co. , Ltd.) (TYO: 6727) یک شرکت ژاپنی است که در زمینه تولید تبلت‌های قلمی یا همان قلم نوری Pen Tablet و اجزاء مربوط به آن فعالیت می‌کند. مقر این شرکت در شهر اوتونه در سایتامای ژاپن قرار دارد.
وکوم (گاهی در بعضی منابع وکام هم آمده‌است) اولین و بزرگترین و مشهورترین تولیدکننده قلم‌های نوری در جهان است و به همین دلیل، قیمت محصولات آن هم، بیش از حد گران است. قلم‌های نوری وکوم به دو گروه اصلی تقسیم می‌شوند:
قلم‌ها همراه با صفحه رسم ساده (فاقد صفحه نمایش) و قلم‌هایی که صفحه رسم آن‌ها دارای قابلیت صفحه نمایش (مانیتور) است.
قلم‌های مانیتوری به‌طور قابل توجه، گرانتر هستند و برحسب کاربرد، دارای تنوع سایز ۱۳ اینچ تا سایز ۲۷ اینچ هستند.
قلم‌های نوری غیر مانیتوری وکوم هم که شامل یک قلم و یک تبلت هستند به دو گروه کاملاً حرفه‌ای اینتوس پرو Intuos Pro و ساده و ابتدایی Intuos تقسیم می‌شوند که کمی ارزانتر هستند ولی به علت رزولوشن پایین‌تر، فاقد کیفیت و ویژگی‌های فنی محصولات حرفه‌ای وکوم هستند.
قلم نوری وکوم (WACOM) دارای تنوع مدل از نظر سایز و ابعاد نیز می‌باشد و به انواع کوچک small، متوسط medium، بزرگ Large، و بسیار بزرگ X-Large تقسیم می‌شود.
همچنین وکوم دارای یک قلم نوری با مانیتور ۱۷ اینچ مدل PL-720 است که برای مصارف اتوماسیون اداری، سالن‌های همایش یا آموزش، فوق‌العاده و ایده‌آل است. سایز متعادل آن باعث می‌شود که نه آنقدر کوچک باشد که کاربر را محدود کند و نه آنقدر بزرگ است که فضای میز را بیش از حد اشغال کند.
امروزه، کلیه قلم‌های نوری، بدون سیم هستند که باعث سهولت استفاده از آن‌ها می‌شود هر چند صفحه رسم یا تبلت‌ها، اکثراً توسط یک کابل، به پورت یواس‌بی، متصل می‌شود. مدلهایی هم هستند که دارای صفحه رسم بی‌سیم (بلوتوث) هستند. در این مدل‌ها، ارتباط بین تبلت و کامپیوتر از طریق امواج بی‌سیم بلوتوث تأمین می‌شود.
تنوع قلم‌های نوری، زیاد است و با توجه به نوع استفاده و کاربرد آن، باید نوع خاصی را، به تناسب کاربرد آن انتخاب کرد.

## اتوماسیون اداری
اتوماسیون اداری با هدف ایجاد نظم، تسریع انجام امور، بهبود کیفیت و افزایش دقت در اکثر اداره‌ها و سازمان‌ها و شرکت‌های بخش دولتی و خصوصی رایج شده‌است. پس از آنکه اتوماسیون اداری، جایگزین سیستم قدیمی و سنتی شد لازم بود که ابزاری مانند قلم نوری هم جایگزین قلم و کاغذ معمولی شود تا امکان امضاء مطالب و همچنین پاراف کردن و حاشیه‌نویسی نامه‌ها هم مانند گذشته، در این سیستم مکانیزه جدید فراهم شود.
به منظور تأمین فضای کافی برای نوشتن مطلبی در حاشیه نامه‌های اداری (در حد یک یا دو جمله کوتاه)، فضایی در اندازه A5 مورد نیاز است که فضای کافی برای پاراف نامه را دارد که قلم Best Pens با توجه به تأمین کیفیت (برای کاربرد اتوماسیون اداری) و قیمت بسیار مناسب، یکی از گزینه‌های متداول است.
گرچه برای کاربران و مدیران ارشد که نیاز به راحتی بیشتر دارند عموماً از مدل‌های مانیتوری وکوم یا USync مانند WACOM PL-720 استفاده می‌کنند چون در این مدل، با قلم به‌طور مستقیم روی مانیتور می‌نویسند و به این دلیل، کار کردن با این قلم‌ها، خیلی راحت‌تر و آسان‌تر است.

## قلم نوری در حوزه سلامت و درمان
استفاده از رایانه در مطب پزشکان، کلینیک‌ها، درمانگاه‌ها، و بیمارستان‌ها هم عمومیت یافته و به ویژه برای ثبت سوابق بیماران مورد استفاده قرار می‌گیرد تا در طول دوره درمان، پزشک به راحتی از سوابق قبلی بیمار آگاه شود.
به منظور ثبت شرح حال بیمار، داروهای تجویز شده، دستور آزمایش‌ها و رادیولوژی، از دفتر یادداشت دیجیتالی به نام DigiMemo A402استفاده می‌شود چون در این نوع از قلم نوری، می‌توان با یک خودکار واقعی (با نوک جوهری) روی یک کاغذ کاملاً «معمولی (مثلاً» سر نسخه پزشک یا دفترچه بیمه بیمار) نوشت که ضمن نوشته شدن کاغذ، کلیه دست نوشته‌ها به‌طور همزمان و دیجیتالی در نرم‌افزار مرکز درمانی هم ذخیره می‌شوند.

## قلم‌های نوری وکوم WACOM با مانیتورهای سینتیک Cintiq
کار کردن با مانیتورهای قلمی، ساده‌تر و راحت‌تر از قلم‌های نوری دیگر است چون با توجه به نوشتن مستقیم روی صفحه مانیتور، کاربر در همان جایی که می‌نویسد نتیجه کار خود را مشاهده می‌کند.
سایز مانیتور این قلم‌ها بر حسب کاربرد، بین ۱۳ تا ۲۷ اینچ است.
سایزهای بزرگتر در حال تولید بوده می‌توان انتظار داشت در آینده نزدیک، شاهد عرضه مانیتورهای قلمی بالاتر از ۳۰ اینچ نیز باشیم.

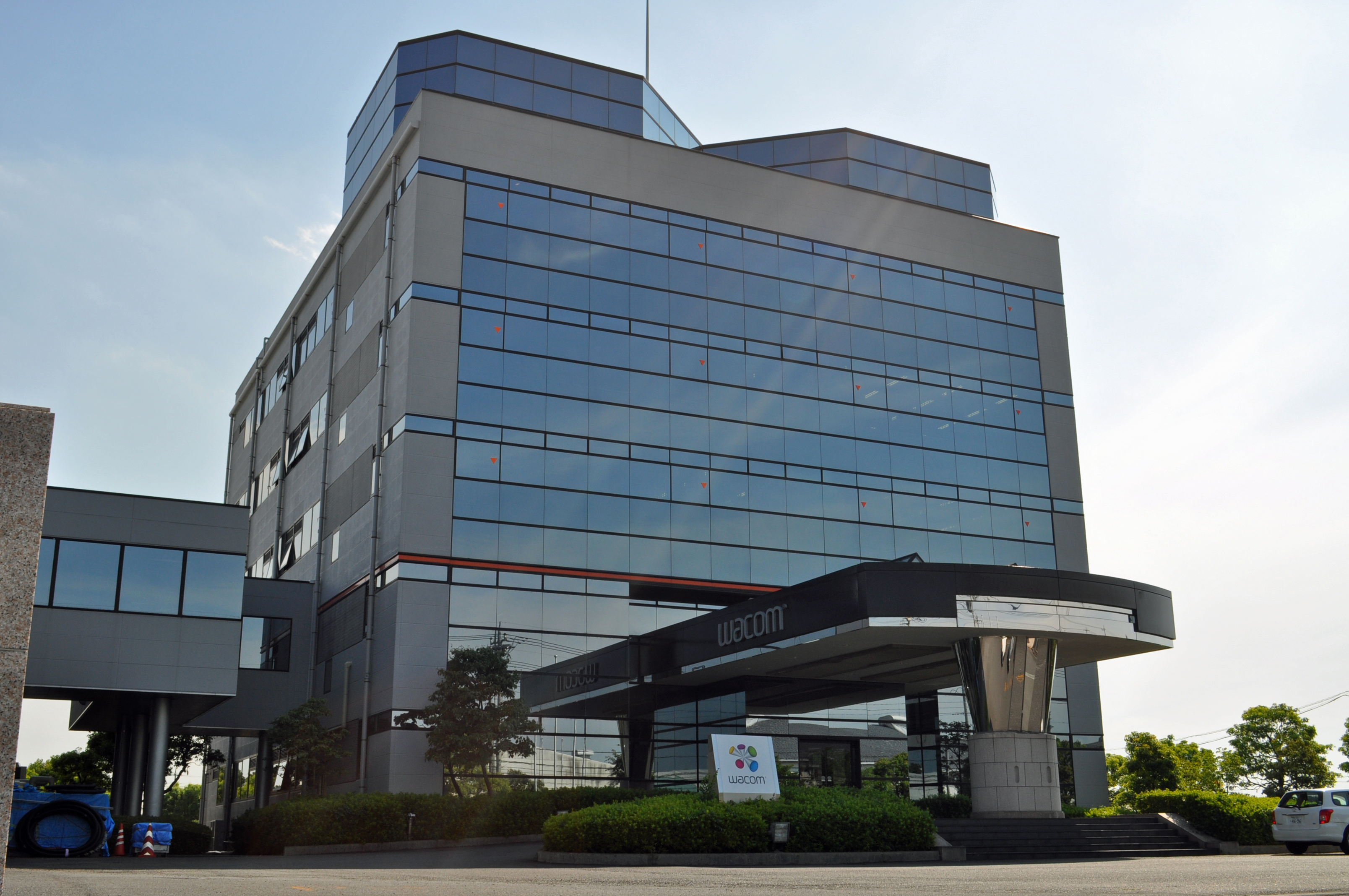
دفتر مرکزی وکوم در ژاپن